# Zählpfeil
Ein Zählpfeil oder Bezugspfeil veranschaulicht in elektrischen Schaltplänen den Ansatz für die Richtung einer elektrischen Stromstärke oder elektrischen Spannung. Die gewählte Bezugspfeilorientierung bestimmt das Größenwertvorzeichen.
Der Zählpfeil lässt sich verstehen als die Einbaurichtung eines standardisierten Messgerätes für Stromstärke bzw. Spannung.
Um das Rechenmodell für eine Schaltung mit eindeutigen Größenvariablen aufstellen zu können, werden an jedem Bauelement ein Bezugspfeil für die (unbekannte) Richtung der elektrischen Stromstärke (Strombezugspfeil) und ein Bezugspfeil für die (unbekannte) Polarität der elektrischen Spannung eingetragen (Spannungsbezugspfeil). Jeder Bezugspfeil ist von einem Bauelementpol zum anderen orientiert. Alle Orientierungen, auch die der zwei Bezugspfeile an demselben Bauteil, sind voneinander unabhängig und frei wählbar.
Wenn das Berechnungsverfahren, das die gewählte Bepfeilung aufgreift, einen positiven Größenwert liefert, ist die (durch Messung verifizierbare) Richtung der Größe identisch mit der gewählten Bezugspfeilrichtung; ein negativer Wert besagt, dass die Richtung der Größe dem Bezugspfeil entgegenläuft.

## Verbraucher-Zählpfeilsystem (motorbezogene Vereinbarung)

Bezugspfeile gemäß Verbraucher-Zählpfeilsystem. Jeder Kasten steht für einen passiven oder aktiven Zweipol.

Die Bezugspfeile an einem Zweipol bilden ein Verbraucher-Zählpfeilsystem (VZS), wenn sich beide Pfeilspitzen oder beide Pfeilenden an demselben Pol befinden und der Bezugspfeil der elektrischen Leistung in den Zweipol hinein weist (siehe nebenstehende Abbildung). Der Zweipol wird damit, unabhängig von seinem Wirkprinzip, formal als „Verbraucher“ behandelt.
Die Verbraucherbepfeilung ist die bevorzugte Wahl für passive Bauelemente wie ohmscher Widerstand, idealer Kondensator und ideale Spule. Die Strom-Spannungs-Beziehungen für diese Bauelemente lauten {\displaystyle u=R\cdot i}, {\displaystyle \textstyle i=C\cdot {\frac {\mathrm {d} u}{\mathrm {d} t}}} bzw. {\displaystyle \textstyle u=L\cdot {\frac {\mathrm {d} i}{\mathrm {d} t}}}.
Auch für aktive Bauelemente (elektrische Akkumulatorzelle bei Entladung, Solarzelle, Thermoelement, …) ist Verbraucherbepfeilung zulässig und kann im Einzelfall auch angebracht sein.

## Erzeuger-Zählpfeilsystem (generatorbezogene Vereinbarung)

Bezugspfeile gemäß Erzeuger-Zählpfeilsystem. Jeder Kasten steht für einen aktiven oder passiven Zweipol.

Die Bezugspfeile an einem Zweipol bilden ein Erzeuger-Zählpfeilsystem (EZS), wenn sich eine Pfeilspitze und ein Pfeilende an demselben Anschluss befinden und der Bezugspfeil der elektrischen Leistung aus dem Zweipol heraus zeigt (siehe nebenstehende Abbildung). Der Zweipol wird damit, unabhängig von seinem Wirkprinzip, formal als „Erzeuger“ behandelt.
Die Erzeugerbepfeilung ist die bevorzugte Wahl für aktive Bauelemente (siehe oben). Auch für passive Bauelemente (siehe oben) ist Erzeugerbepfeilung zulässig. Dabei lauten die Strom-Spannungs-Beziehungen für einen ohmschen Widerstand {\displaystyle u=-R\cdot i}, für einen idealen Kondensator {\displaystyle \textstyle i=-C\cdot {\frac {\mathrm {d} u}{\mathrm {d} t}}} und für eine ideale Spule {\displaystyle \textstyle u=-L\cdot {\frac {\mathrm {d} i}{\mathrm {d} t}}}.

## Elektrische Leistung
Für beide Bezugssysteme gilt die Gleichung für die elektrische Leistung
{\displaystyle p=u\cdot i}
in derselben Form. Wenn ein Leistungswert bei Ansatz des VZS positiv berechnet wird, nimmt der Zweipol die elektrische Leistung {\displaystyle p} auf; bei negativem Wert gibt er die elektrische Leistung {\displaystyle |p|} ab.
Wenn ein Leistungswert bei Ansatz des EZS positiv errechnet wird, gibt der Zweipol die elektrische Leistung {\displaystyle p} ab; bei negativem Wert nimmt er die elektrische Leistung {\displaystyle |p|} auf.

## Änderung der Größen bei Systemwechsel
Um bei unverändert bleibendem elektrischem Zustand eines Zweipols vom vorgegebenen Bezugssystem in das andere zu wechseln, kann z. B. der Strombezugspfeil gewendet werden. Dadurch wechselt nach Definition der Zählpfeilsysteme auch der Leistungsbezugspfeil seine Orientierung. Vor dem Wechsel galt für die Leistung {\displaystyle p=u\cdot i}. Nach dem Wechsel, notiert in gestrichenen Größensymbolen, gilt {\displaystyle p'=u'\cdot i'}. Mit {\displaystyle i'=-i} und {\displaystyle u'=u} folgt {\displaystyle p'=u\cdot (-i)=-p}. Der negierte Leistungswert zusammen mit dem gewendeten Leistungsbezugspfeil beschreiben die nach Wertbetrag und Richtung unveränderte elektrische Leistung.
Eine Umkehr des Spannungs- statt des Strombezugspfeils führt zu demselben Ergebnis.

## Beispiel

Netzwerk zum wechselseitigen Laden zweier Akkumulatoren

Im abgebildeten Netzwerk ist die linke Spannungsquelle im EZS angesetzt, alle anderen Komponenten im VZS.
Es werden zwei Fälle betrachtet:
1. Bei {\displaystyle u_{1}>u_{2}>0} gibt die linke Spannungsquelle elektrische Leistung an die rechte ab. Alle Größenwerte einschließlich der Leistungen {\displaystyle p_{1}=u_{1}\cdot i} und {\displaystyle p_{2}=u_{2}\cdot i} der beiden idealen Spannungsquellen sind positiv.
2. Bei {\displaystyle u_{2}>u_{1}>0} wird der Wert der Stromstärke {\displaystyle i} negativ, ebenso die Werte der Spannungen {\displaystyle u_{R_{1}}=R_{1}\cdot i} und {\displaystyle u_{R_{2}}=R_{2}\cdot i} an den Innenwiderständen {\displaystyle R_{1}} und {\displaystyle R_{2}} und die Werte der elektrischen Quellenleistungen {\displaystyle p_{1}=u_{1}\cdot i} und {\displaystyle p_{2}=u_{2}\cdot i}.

Beide Fälle werden mit derselben Bepfeilung (EZS für die linke Quelle, VZS für die rechte Quelle und die Innenwiderstände) richtig erfasst. Das Beispiel illustriert, dass keine Kopplung zwischen dem Wirkprinzip eines Bauelements (aktiv oder passiv) und dem anzuwendenden Zählpfeilsystem existiert.
Herleitung
Aufgrund der Maschenregel ergibt sich für das Beispielnetzwerk
{\displaystyle -u_{1}+u_{R_{1}}+u_{R_{2}}+u_{2}=0}.
Mithilfe des ohmschen Gesetzes erhält man
{\displaystyle -u_{1}+R_{1}\cdot i+R_{2}\cdot i+u_{2}=0}.
Daraus lässt sich der Strom
{\displaystyle i={\frac {u_{1}-u_{2}}{R_{1}+R_{2}}}}
durch Umformen der Gleichung ausrechnen.
Die Aussagen in den oben betrachteten beiden Fällen lassen sich nun unmittelbar nachvollziehen: Ausschlaggebend für das Vorzeichen des Stroms {\displaystyle i} ist die Spannungsdifferenz {\displaystyle u_{1}-u_{2}} im Zähler des Bruchs; die Widerstandssumme {\displaystyle R_{1}+R_{2}} im Nenner ist immer positiv. Das Vorzeichen des Stroms {\displaystyle i} wirkt sich direkt auf die Vorzeichen der oben erwähnten (vom Strom abhängigen) Größen {\displaystyle p_{1}}, {\displaystyle p_{2}}, {\displaystyle u_{R_{1}}} und {\displaystyle u_{R_{2}}} aus.

## Hinweise
1. Strom- und Spannungsbezugspfeile in Schaltbildern erlauben es, zusammen mit den Wertvorzeichen der Größen auf deren lineare Richtung zu schließen. Sie sind keine Vektoren und haben damit weder eine Länge noch eine räumliche Richtung.
2. Bezugspfeile werden auch zur eindeutigen Definition von Größen in Wechselstrom-Schaltungen  benötigt.
  1. Das gilt bei sinusförmigen Strömen und Spannungen für die Momentanwerte von  Spannung, Stromstärke und Leistung, ebenso für die vorzeichenbehafteten Mittelwerte Wirk- und (Verschiebungs-)Blindleistung sowie für die komplexwertige Spannung, Stromstärke und Scheinleistung.
  2. Im nichtsinusförmigen Fall gehören Bezugspfeile nur zu den Momentanwerten von Spannung, Stromstärke und Leistung sowie zur Wirkleistung.
3. Auch Messwerte von Geräten, die positive oder negative Werte anzeigen können, sind erst bei Angabe der zugehörigen Bezugspfeile vollständig dokumentiert. Diese sind durch die gewählte Polung der Anschlüsse bestimmt und vom Plus- zum Minuspol des Gerätes orientiert. Man kann Bezugspfeile als „stilisierte Messgeräte“ verstehen. Der freien Wahl der Polung von Messgeräten entspricht die freie Wahl der Bezugspfeilorientierung für Rechnungen.
4. Bei den üblichen Schaltzeichen für Widerstand, Induktivität, Kapazität und Quellen erscheinen die Bezugspfeile für Strom- und Spannung im VZS gleich orientiert (parallel), im EZS entgegengesetzt (antiparallel).
5. Nur zwei der drei Bezugspfeile für Spannung, Strom und Leistung eines Zweipols können unabhängig voneinander vorgegeben werden. Der dritte ergibt sich nach den Definitionen von VZS oder EZS.